# Quadrivium

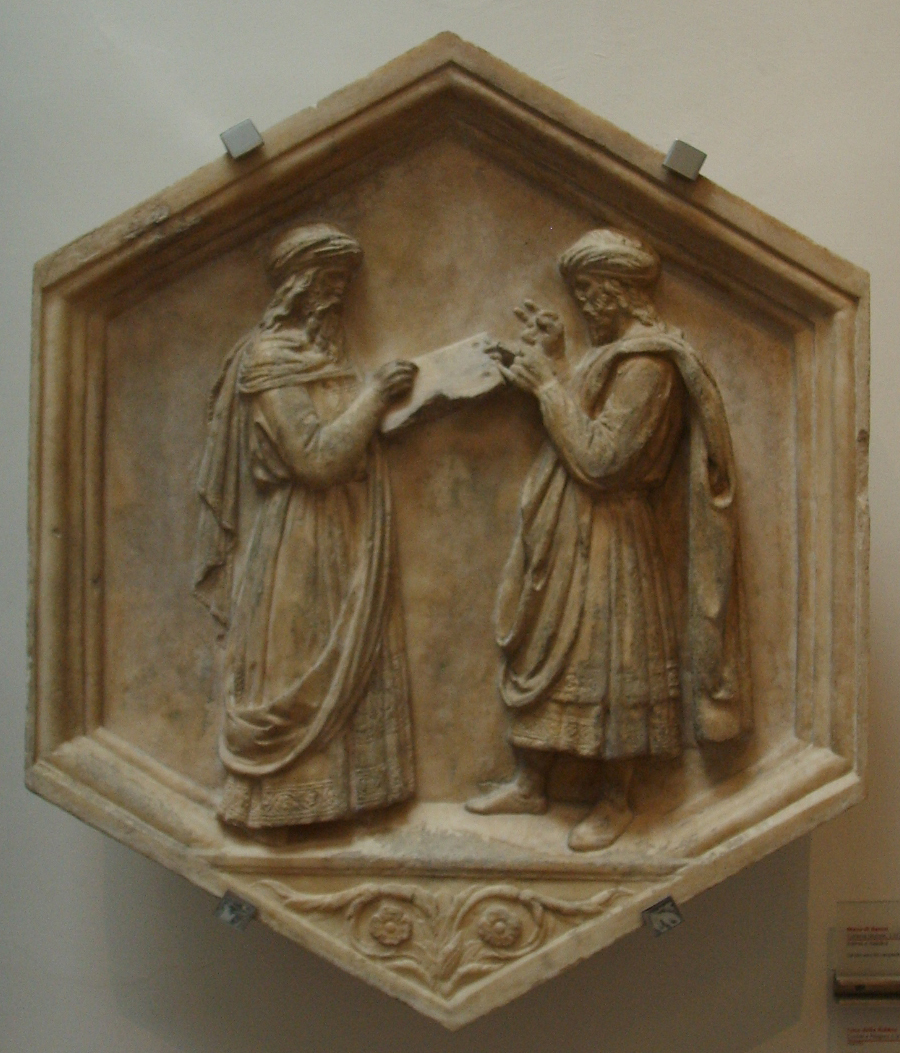
Luca della Robbia (1437-1439), met rekenkunde en meetkunde.

Het quadrivium (Latijn voor "viersprong") was het tweede en laatste deel van de zeven vrije kunsten, de middeleeuwse opleiding aan de universiteit. Nadat de student het trivium met goed gevolg had doorlopen, was hij baccalaureus en was hij in staat het vierjarig quadrivium te gaan volgen. Dat bestond uit de vakken rekenkunde (arithmetica), meetkunde (geometria), muziek (musica) en astronomie (astronomia). Na de voltooiing was de afgestudeerde klaar voor een geestelijke of ambtelijke functie.